# Дуки-ди-Кашиас (футбольный клуб)
«Дуки-ди-Кашиас» (порт. Duque de Caxias Futebol Clube) — бразильский футбольный клуб из города Дуки-ди-Кашиас, штат Рио-де-Жанейро.

## История
Клуб был основан 8 марта 2005 года на базе основанного в 1957 году клуба «Тамойо» (порт. Tamoio Futebol Clube).
За 4 года своего существования клуб пробился из любителей и третьего дивизиона чемпионата штата Рио-де-Жанейро в Серию B Бразилии. По итогам чемпионата Бразилии в Серии C 2008 года «Дуки-ди-Кашиас» вышел в Серию B 2009 года. С 2012 года вновь играет в Серии C.
Стадион, на котором играет «Дуки-ди-Кашиас», назван в честь бразильского футболиста, чемпиона мира 1994 года Ромарио.
Цвета клуба: оранжевый, синий, белый.
| Выступления в чемпионатах Бразилии |          |       |
| Год                                | Дивизион | Место |
| 2008                               | Серия C  | 4-е   |
| 2009                               | Серия B  | 8-е   |
| 2010                               | Серия B  | 11-е  |
| 2011                               | Серия B  | 20-е  |
| 2012                               | Серия C  | 8-е   |
| 2013                               | Серия C  | 15-е  |
| 2014                               | Серия C  | 20-е  |
| 2015                               | Серия D  | 30-е  |

## Достижения
- Чемпион третьего Дивизиона Рио (1): 2006
- Женский Кубок Бразилии (1): 2010
- Чемпион Лиги Кариоки среди женщин (1): 2011